# 부흐라인역
부흐라인역(독일어: Bahnhof Buchrain)은 스위스 루체른주에 에비콘 지자체에 있는 기차역이다. 스위스 연방 철도의 표준궤 추크-루체른선의 중간 정류장이다. 역 이름은 인근 부흐라인 시에서 따온 것이다.

## 운행편
부흐라인에서 정차하는 서비스는 다음과 같다.
- 루체른 S-반 S1 : 주르제와 바르 사이를 30분 간격으로 운행한다.